# Угаритское письмо

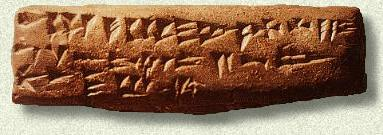
Клинописная табличка KTU 5.6, содержащая перечисление букв угаритского алфавита

Угаритский алфавит, Virolleaud, Syria, XXVIII, p. 22. Звук а произносился с гортанной смычкой, поэтому считался согласным.

Угари́тское письмо́ имело хождение в государстве Угарит (территория современной Сирии) примерно с XV века до н. э. и до полного разрушения города в результате нашествия «народов моря». Использовалось для записи местного семитского диалекта, условно называемого угаритским языком, и хурритского языка. Клинописная форма в сочетании с квазиалфавитным характером этой письменности выделяла её среди прочих семитских письменностей. 
Кроме знаков, обозначавших согласные, в ней содержались и слоговые, служившие для передачи сочетания гортанной смычки ʔ с гласными а, i и u. Они использовались также для обозначения гласных: в начале слова и долгих. 
В настоящее время обнаружено огромное количество угаритских текстов как религиозной, так и бытовой тематики, дающих представление о всех сторонах жизни местного населения. Существовало два варианта этого алфавита: расширенный из 30 знаков, называемый длинным, и сокращённый (известен 21 знак), называемый кратким угаритским письмом. Направление письма в первом случае — слева направо, во втором — справа налево.

## Дешифровка
Письмо было расшифровано в первой половине XX в. усилиями трёх семитологов: Ханс Бауэр из Германии, Эдуар Поль Дорм и Шарль Виролло из Франции.

## Порядок знаков
Порядок знаков угаритского письма в целом совпадал с порядком в финикийском письме (однако в нём имелись дополнительные знаки для звуков, отсутствовавших в финикийском). 
В то же время, в Бейт-Шемеше была обнаружена табличка с угаритским алфавитом, где порядок знаков был необычным и соответствовал южноаравийскому письму.

## Происхождение
Возникновению угаритской письменности, видимо, предшествовал длительный период развития какого-то местного варианта письменности. Поскольку угаритский алфавит содержал три чисто слоговых знака, выдвигалась версия, что ею было силлабическое или логографически-силлабическое письмо. Тем не менее наиболее распространённой в наше время является версия о том, что он появился как адаптация какого-то ханаанского линейного алфавита к клинописному способу нанесения.
Ещё одна гипотеза происхождения угаритского письма принадлежит Сайрусу Гордону. Равенство числа угаритских знаков (30) среднему количеству дней в лунном цикле, привело его к выводу о том, что основой угаритское письма стал какой-то древний семитский календарь. Так как каждый день месяца в нём имел своё название и собственный знак, люди, используя акрофонию, постепенно научились использовать их для записи слов. Неожиданным продолжением этой гипотезы в наши дни стала версия об угаритском письме как предке всей алфавитной письменности. И символы древнейших семитских буквенно-звуковых письменных систем рассматриваются в ней уже лишь в качестве адаптации клинописных угаритских знаков к иному рабочему материалу и способу нанесения.
А. Г. Лундин реконструировал графические прототипы знаков угаритского письма и указал на их сходство с финикийскими и южноаравийскими. Это означает, что угаритское письмо могло происходить либо от протоханаанейского, либо быть его ближайшим родственником (возможно, потомком синайского письма).